# Mellanberg, Haninge kommun

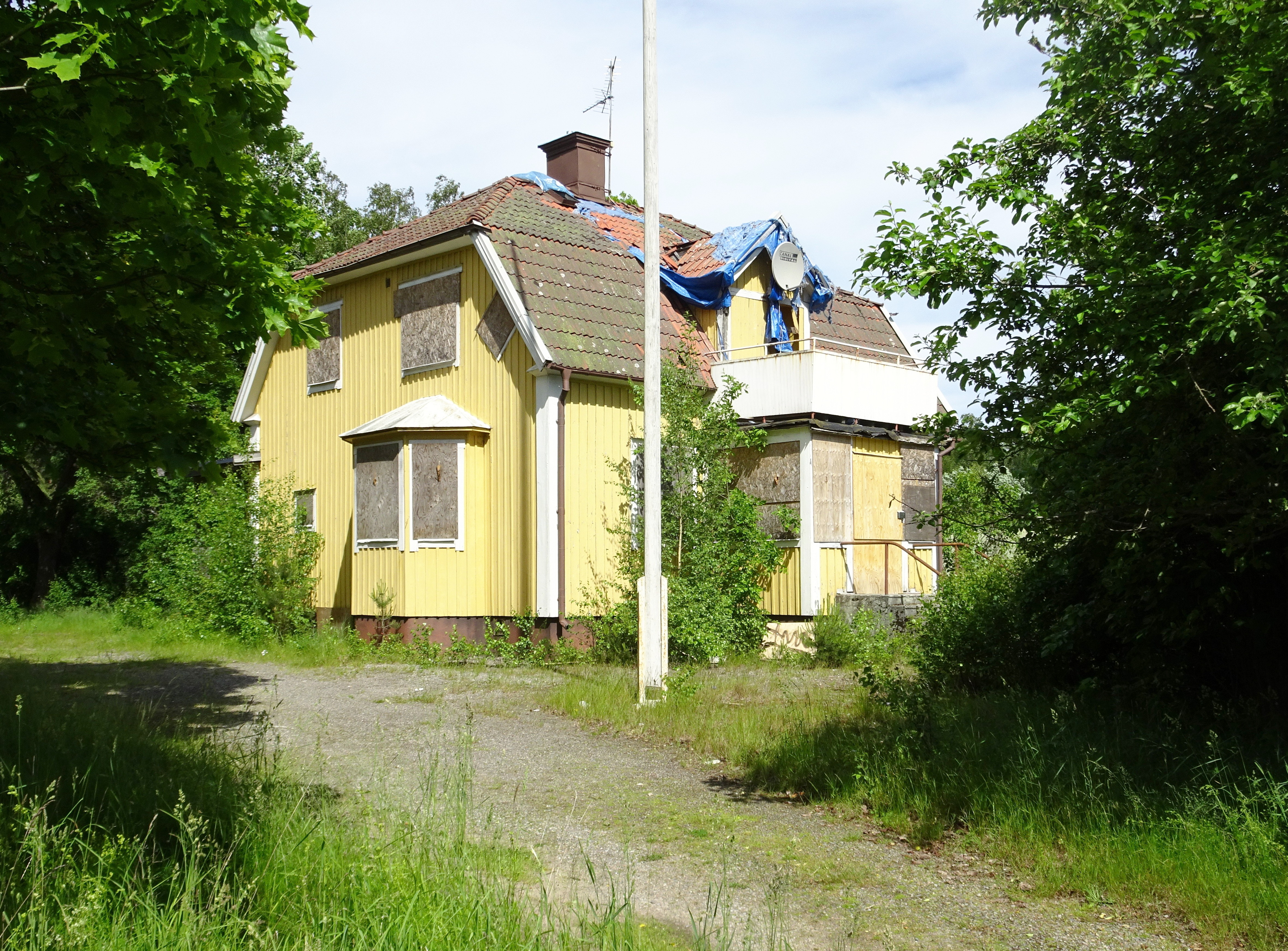
Mellanbergs huvudbyggnad i juni 2021.

Mellanberg är ett tidigare torp och småbruk beläget vid Dammträsket i kommundelen Vega i Haninge kommun, Stockholms län. Den fortfarande intakta omgivningen vittnar om gårdens tidigare tvätteri‐ och jordbrukarverksamhet och är enligt kommunen en ”synnerligen värdefull miljö i framställan av Haninges och Handens historia”.

## Historik

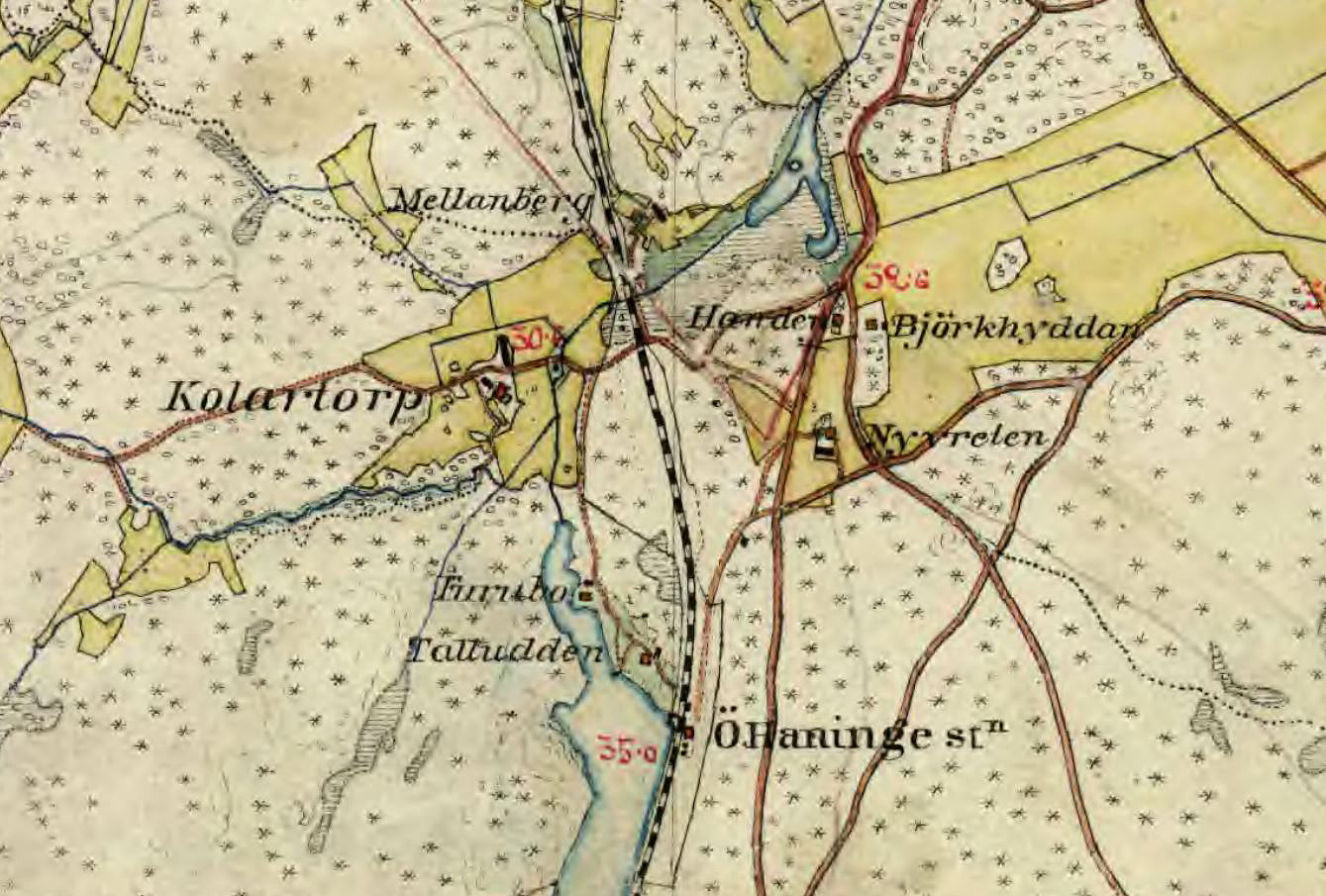
Kolartorp och Mellanberg 1901.

Mellanberg syns i kyrkböckerna från 1775, då som skogsvaktarbostad. Första gången som torp förs stället 1791. Historiskt hörde Mellanberg till Täckeråker som i sin tur låg under Söderby gård i Österhaninge socken. När exakt Mellanberg kom att lyda under Söderby är dock oklart. Mellan 1796 och 1810 anges Mellanberg som statarbostad och från 1810 som torp. På 1800-talet låg Mellanberg i den södra delen av en kil av mark tillhörande byn Täckeråker, omgiven av Söderbys ägor.
Mellan 1871 och 1875 saknades Mellanberg i husförhörslängderna. 1876 fanns här torparen Anders Jansson född 1836 och hustrun Karolina född Enblom, född 1839. Under denna tid skrevs här många drängar och pigor. Därefter kom och gick torparfamiljer i en ständig ström under nära 100 år. År 1909 friköptes stället, enligt vissa uppgifter 1922. På Häradskartan från 1901–1906 framgår gårdsanläggningen som nåddes från landsvägen mot Stockholm (dagens Nynäsvägen) via bruksvägen till Kolartorp.
Efter 1922 drevs Mellanberg som ett småbruk med tvätteriverksamhet som betydande biinkomst. Då ägdes gården av tvättaren Erik Ragnar Jansson (död 1959) och hans hustru Tyra Vilhelmina, född Nordström (död 1968). Det var han som lät uppföra nuvarande huvudbyggnad. På 1950-talet begränsades Mellanbergs ägor av Nynäsbanans spår i väster, av småhusområdet Kvarntorp i nordost och av Dammträsk i sydost. Själva Dammträsket ingick inte men gårdens tvätteriverksamhet bedrevs vid en liten grävd kanal i anslutning till träsket. Tvätteriverksamheten pågick fram till 1976.
År 2016 beslöt Haninge kommun att förvärva Mellanberg (fastigheterna Täckeråker 1:6 och Söderbymalm 3:116). Anledningen var bland annat utbyggnad av Dammträsk till en naturlig reningsanläggning för dagvatten och viss exploatering för bostadsbebyggelse. I och med utökning av Kolartorp och Vega behövdes en anläggning för att kunna ta emot ökad mängd av dagvatten.

## Bebyggelsen

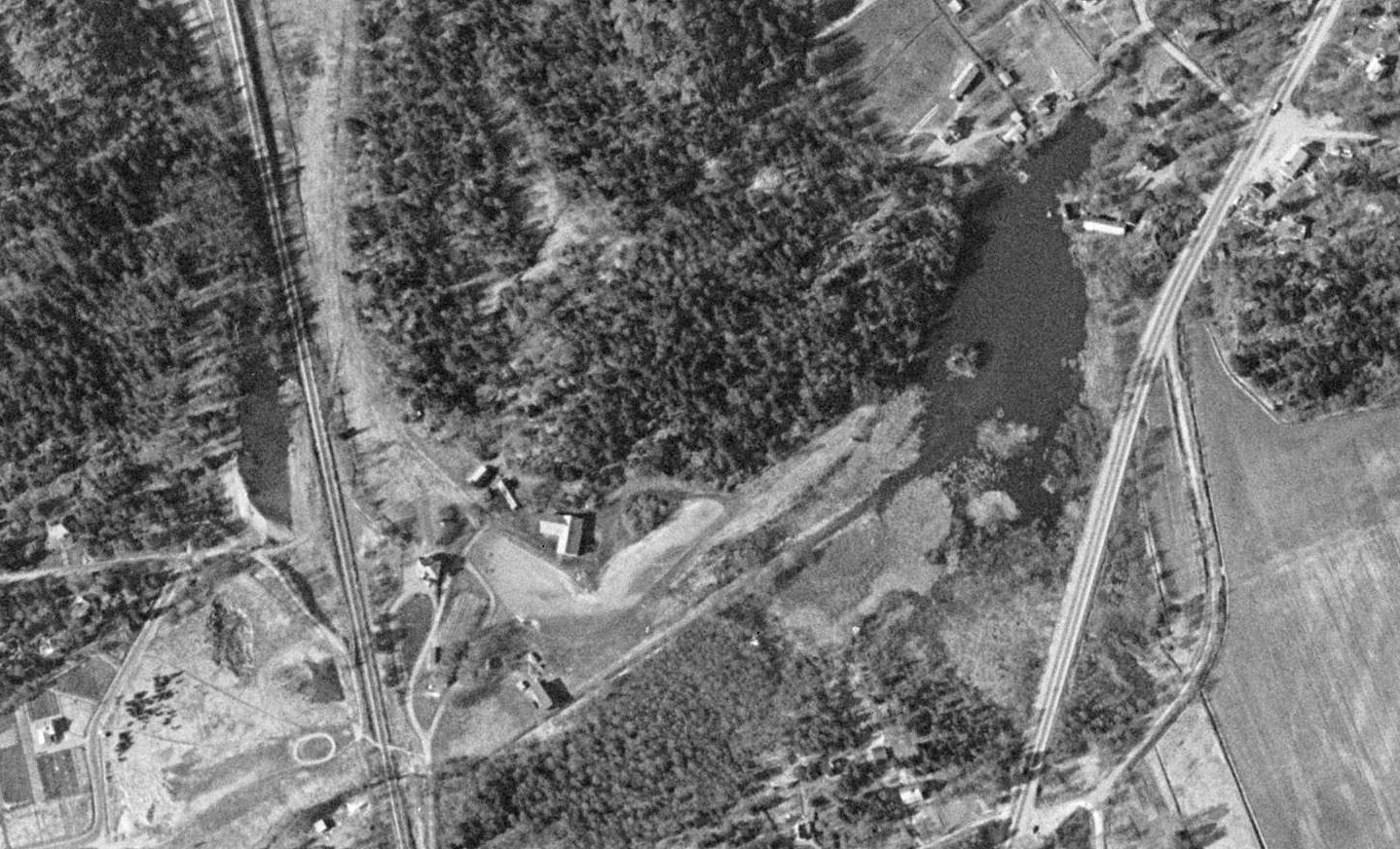
Mellanberg i mitten och Dammträsket till höger, 1960. Till vänster syns Nynäsbanan.

Gårdens bebyggelse består av manbyggnaden som ligger upphöjt på en kulle i fastighetens västra del. Huset har 1½ våningar under ett brutet och valmat sadeltak. Fasaderna är klädda av gulmålad träpanel. Byggnaden uppfördes 1927. 
Mellanbergs ekonomibyggnader är grupperade nedanför huvudbyggnaden. De ligger dels på den öppna slänten ned mot kanalen i sydost, på båda sidor om vägen, med gårdens garage infällt i sluttningen och daterat 1937. Vid gränsen mot skogen och nordöst märks bland annat den stora vinkelbyggda ladugården och gårdens vagnslider. 
På slänten ned mot kanalen ligger ett par mindre ekonomibyggnader, bland dem smedjan och en kombinerad tvättstuga och torklada. En separat torklada placerades med högt läge nedanför huvudbyggnaden så att den kunde ta upp så mycket vind som möjligt. Den liggande panelen utformades som öppningsbara luckor.

## Kulturhistoriskt värde
Miljön kring Dammträsket och Mellanberg är fortfarande intakt även om gårdens bebyggelse 2021 står övergiven med förspikade fönster och dörrar och håller på att förfalla. Enligt en kulturhistorisk områdesbeskrivning från 2018 angående särskilt värdefulla kulturmiljöer i kommunen klassas området som ”betydelsefull ekonomisk struktur – tvätterinäringen och småbrukets blandbruk”. Mellanberg och närbelägna Rudans gård är idag två av Haninges få bevarade tvätterimiljöer. Möjligen är Mellanberg den mest intakta. Det fanns som mest omkring 350 tvätterier i Haninge som övervägande tvättade åt Stockholmare. Verksamheten gav arbete åt cirka 1 000 personer. Det stora antalet inom ett så begränsat geografiskt område gör tvätterierna i Haninge till en unik företeelse i Sverige. Kommunen har för avsikt att bevara miljön så långt som möjligt eventuellt som park.

## Bilder

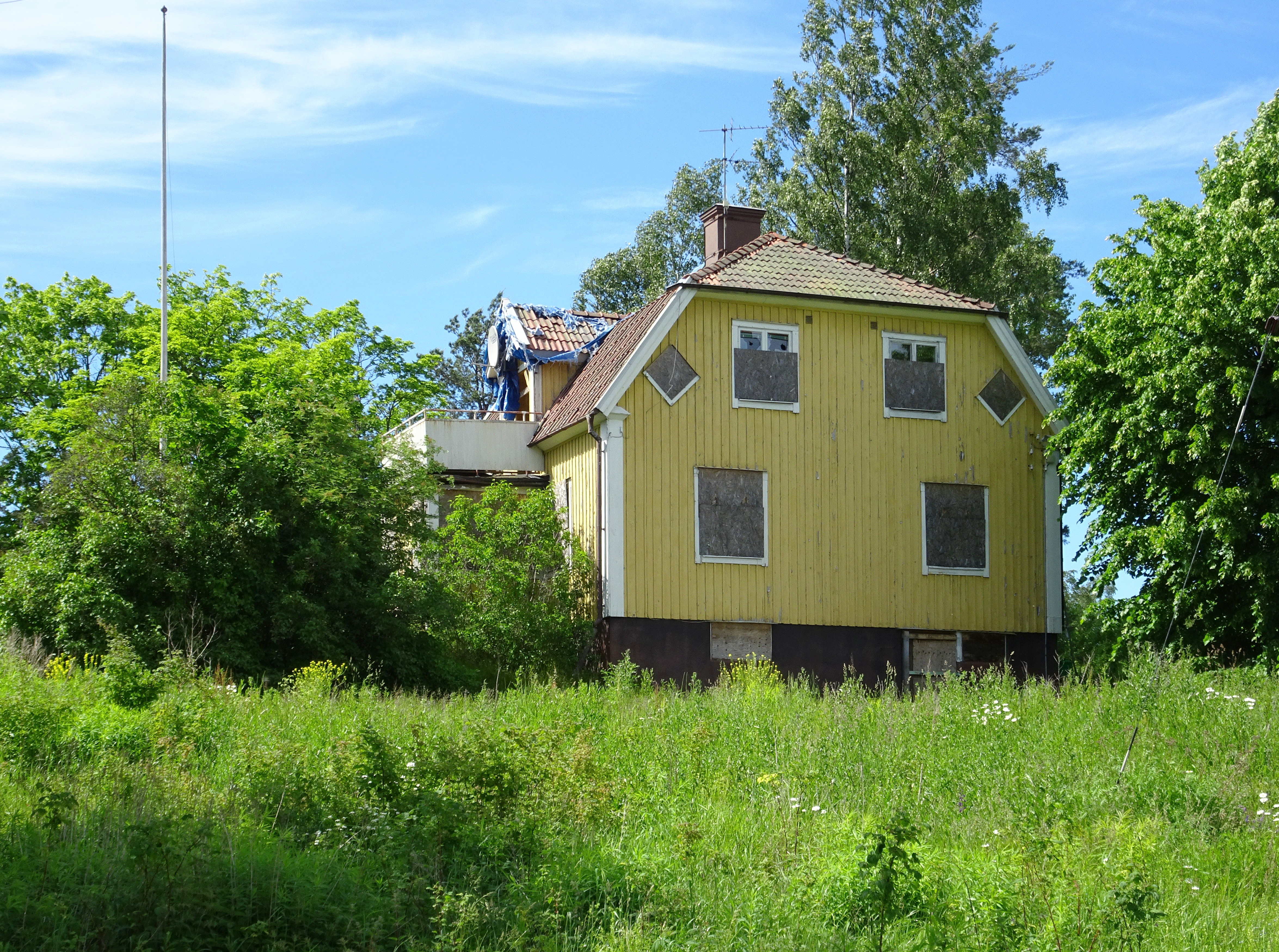
Huvudbyggnaden.
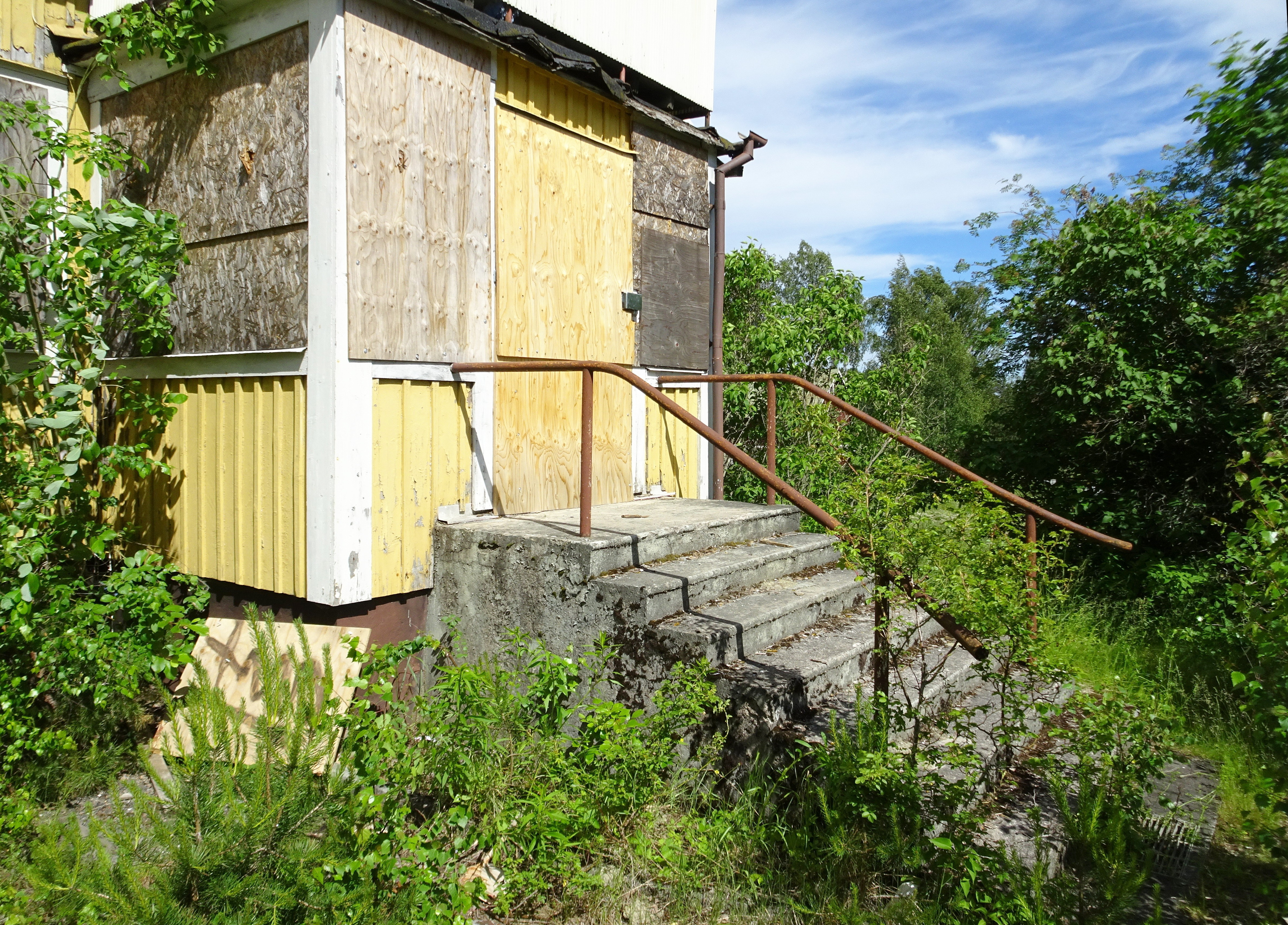
Huvudbyggnaden, entrétrappa.
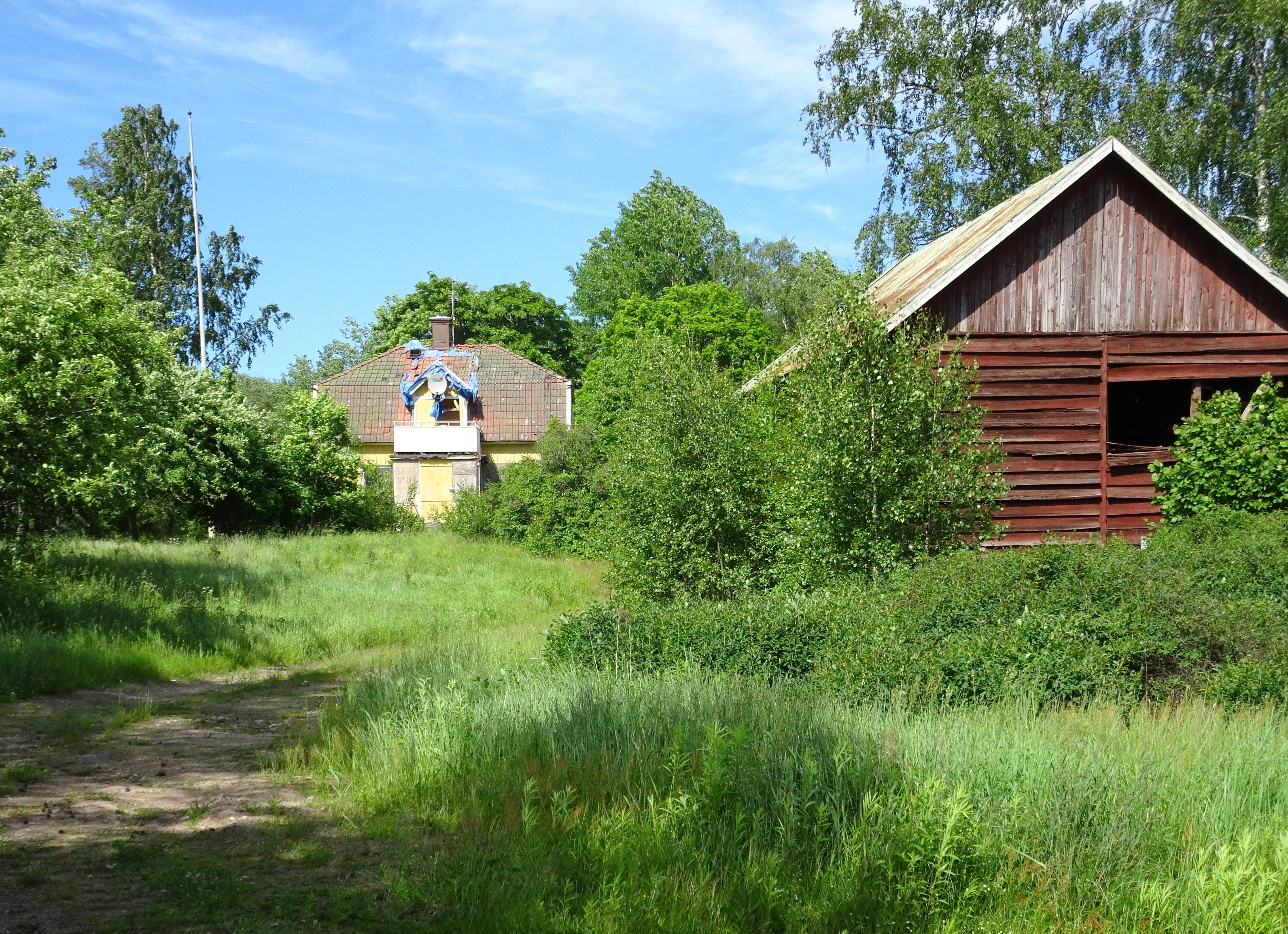
Huvudbyggnaden och torkladan.
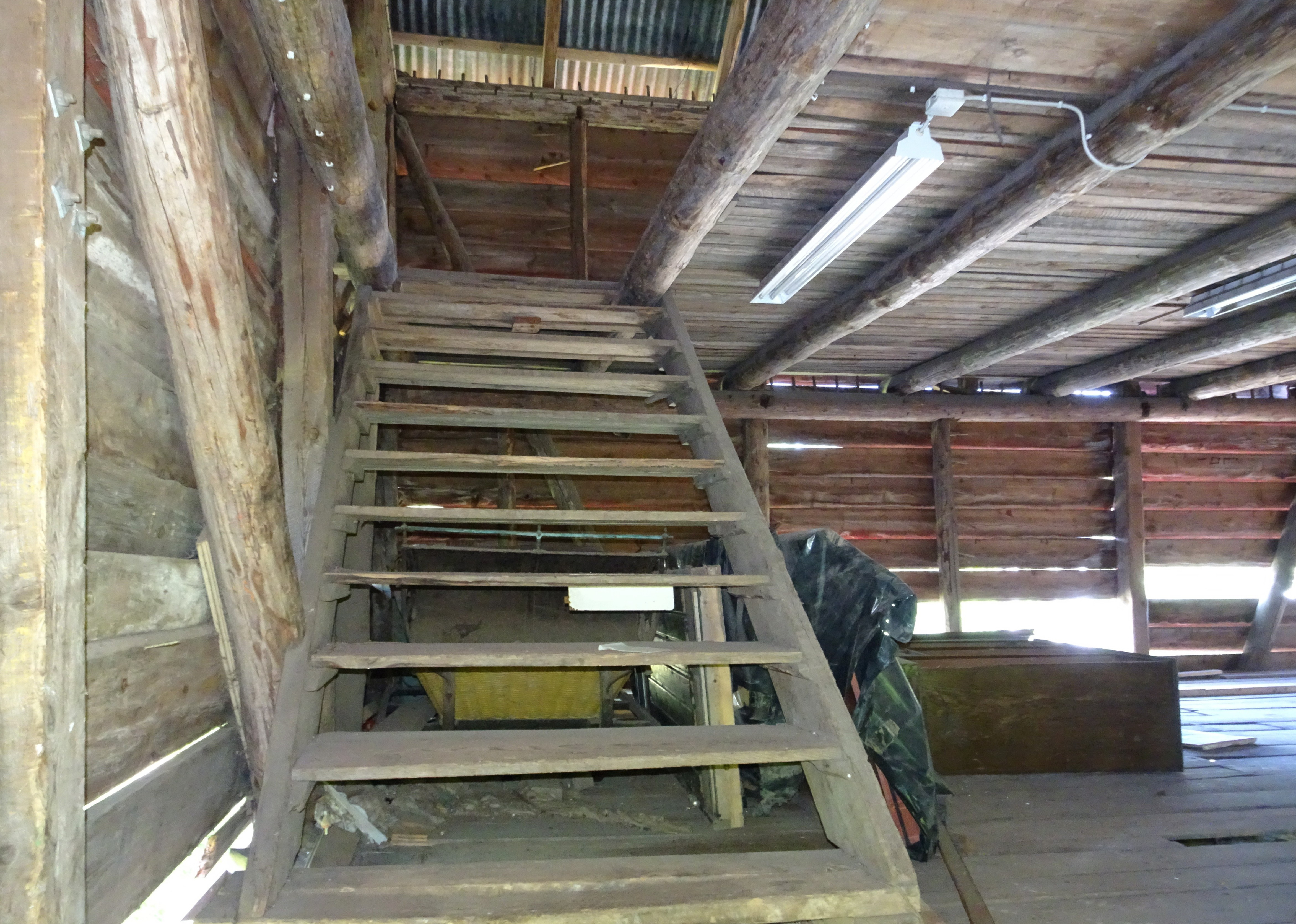
Torkladan, interiör.

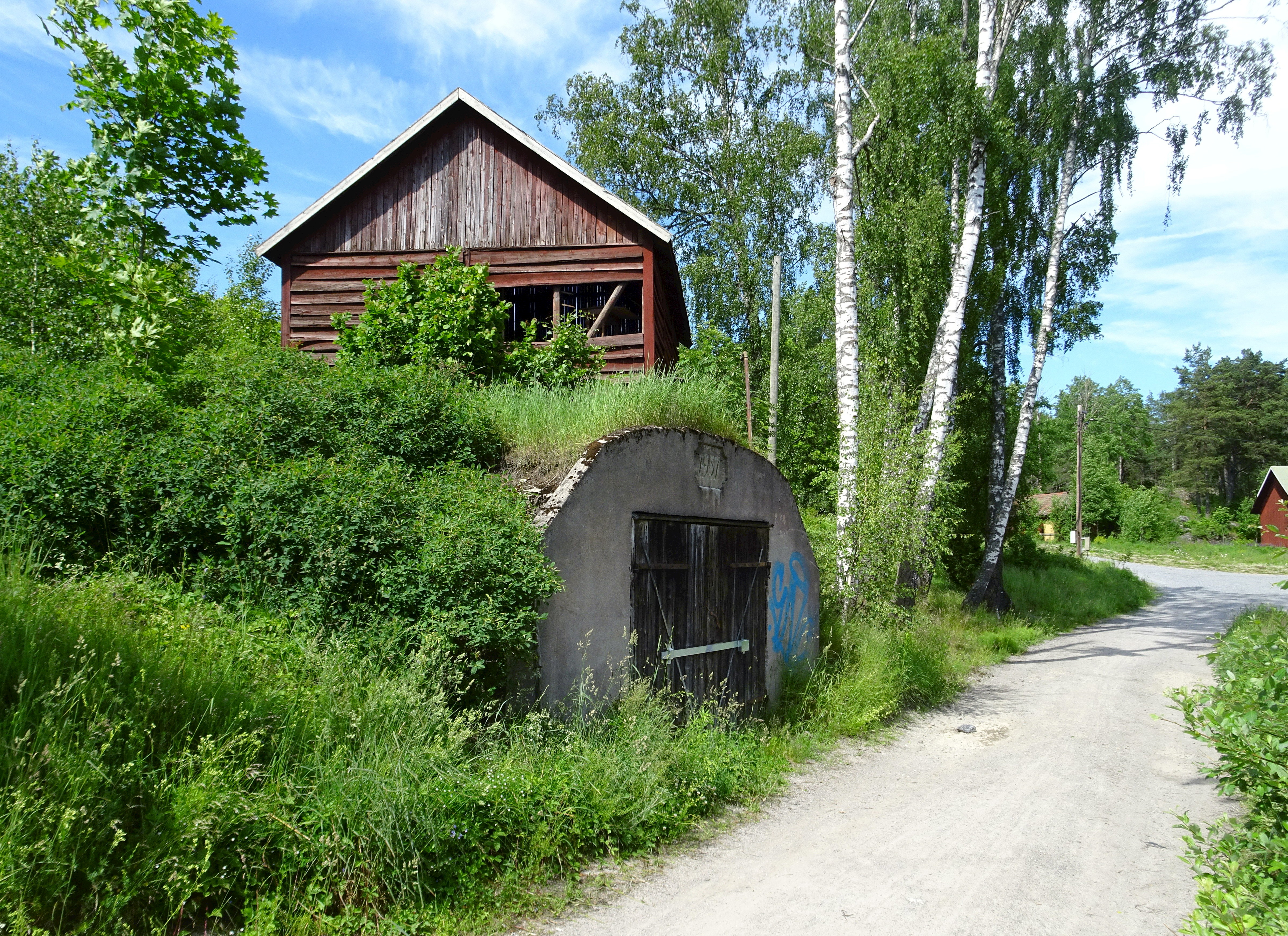
Gårdsvägen med garaget och torkladan.
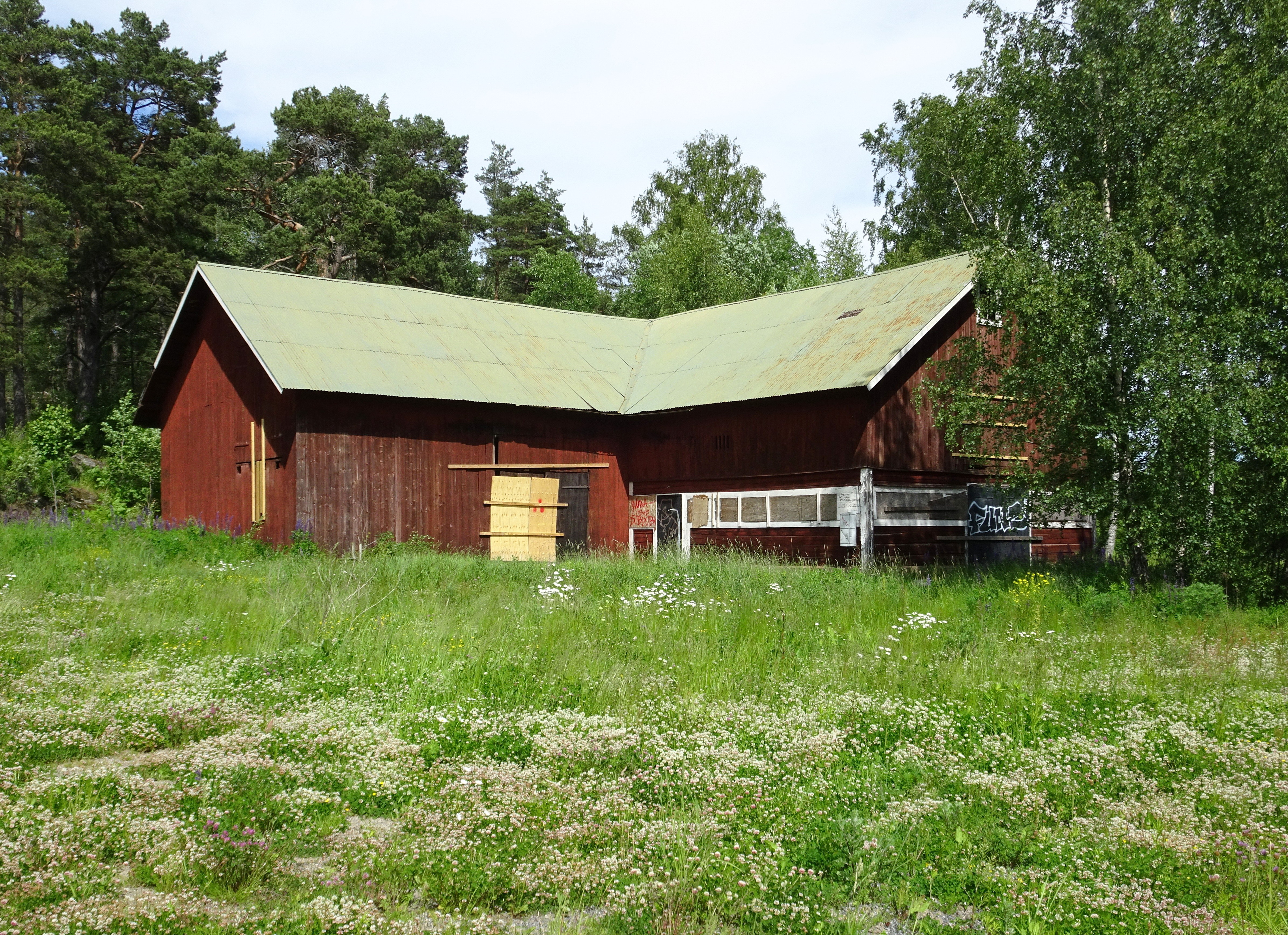
Stora ladugården.
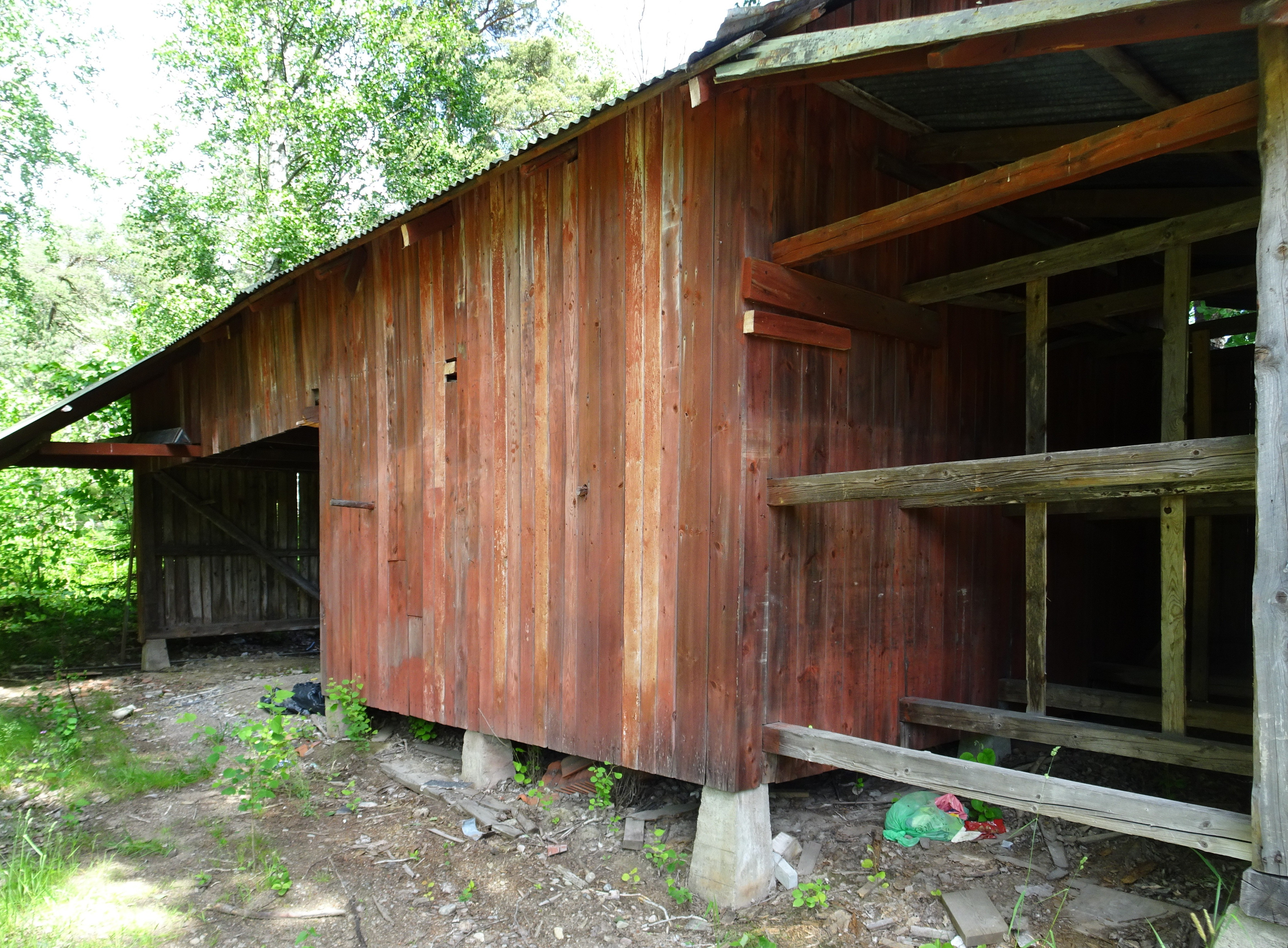
Vagnslidret.
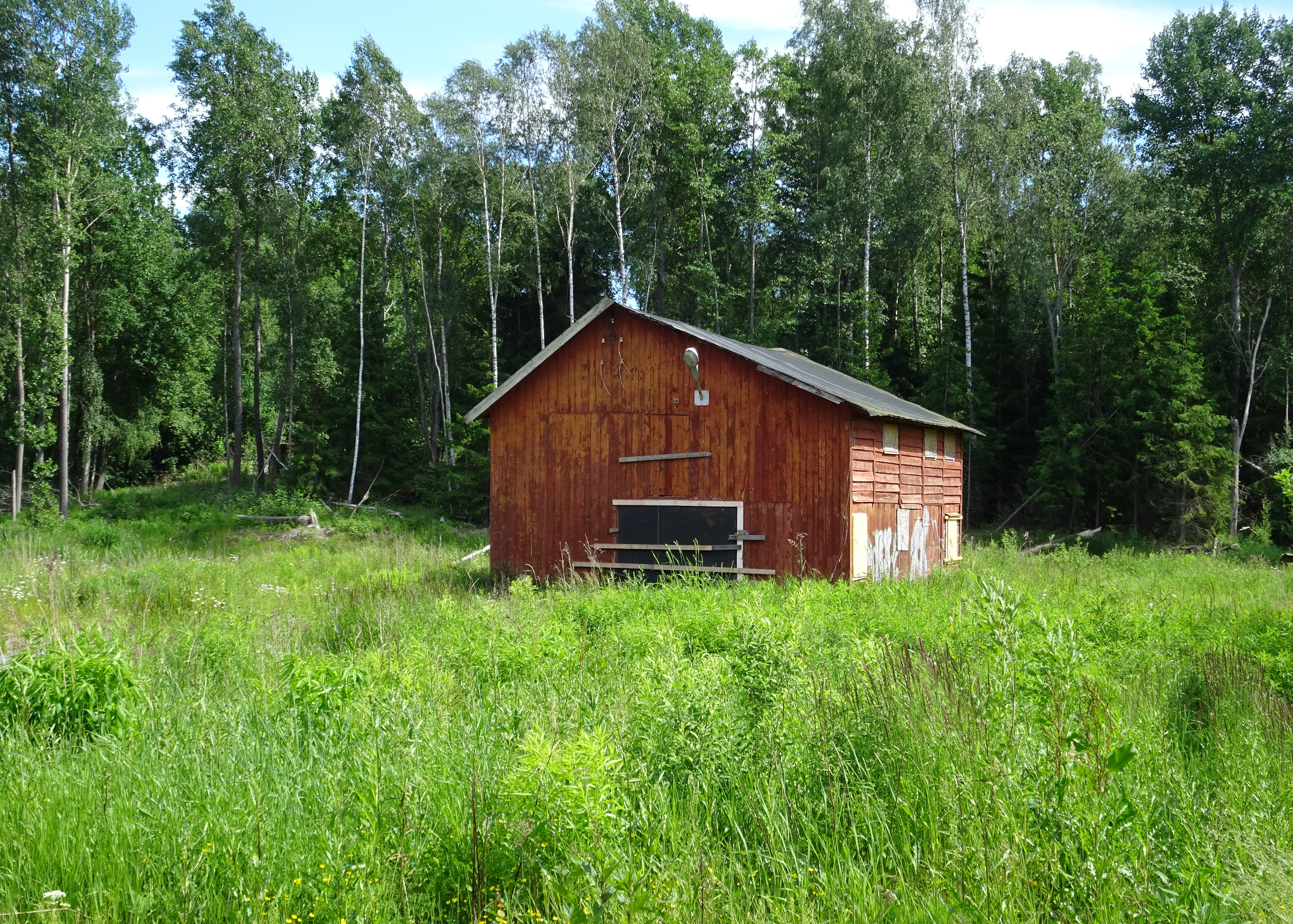
Tvättstugan / torkladan vid kanalen.